# Pusté Sady
Pusté Sady est un village de Slovaquie situé dans la région de Trnava.

## Histoire
Première mention écrite du village en 1352.

## Démographie

### Évolution de la population
| Année:               | 1994. | 2004.   | 2014.   | 2024.   |
| -------------------- | ----- | ------- | ------- | ------- |
| Nombre de personnes: | 610   | 622     | 583     | 601     |
| Différence:          |       | +1,96 % | -6,27 % | +3,08 % |

| Année:               | 2023. | 2024.   |
| -------------------- | ----- | ------- |
| Nombre de personnes: | 612   | 601     |
| Différence:          |       | -1,79 % |